# Y-Kollektiv
Y-Kollektiv is een Duits YouTube-kanaal waarop regelmatig korte videodocumentaires verschijnen. Het kanaal wordt beheerd door de Duitse publieke omroep Funk en wordt geproduceerd door Sendefähig GmbH uit Bremen.
De films van het kanaal zijn gemaakt door journalisten Christian Tipke, Dennis Leiffels, Manuel Möglich, Julia Rehkopf, Lea Semen en Gülseren Ölcüm. Hubertus Koch is een voormalig lid van het Y-Kollektiv.

## Nominaties en prijzen
| jaar | prijs                                          | categorie                 | Genomineerd voor                                                   | Gewonnen / genomineerd |             |
| ---- | ---------------------------------------------- | ------------------------- | ------------------------------------------------------------------ | ---------------------- | ----------- |
| 2017 | 2e Plaats van de BlaueBoje Journalistenpreises |                           | Bitcoin - Blase oder digitales Gold? Der Hype um die Kryptowährung | gewonnen               | [ 2 ] [ 3 ] |
| 2017 | 3e Juliane Bartel-prijzenplein                 | Onlinevideos              | Sugarbabes: Escort und Rinsing als Studenten-Job                   | gewonnen               | [ 4 ]       |
| 2017 | Webvideopreis Deutschland                      | Newcomer                  |                                                                    | gewonnen               | [ 5 ]       |
| 2018 | Alternativer Medienpreis                       | Kracht                    | Skandal bei Eliteeinheit KSK: Hitlergruß (?) und Rechtsrock        | gewonnen               | [ 6 ]       |
| 2018 | Grimme Online Award                            | informatie                |                                                                    | genomineerd            | [ 7 ]       |
| 2018 | Juliane Bartel-prijs                           | Online video              | Frauen im Abseits – Sexismus im Fußball                            | genomineerd            |             |
| 2018 | Goldene Kamera Digital Award                   | Beoordeling en informatie |                                                                    | genomineerd            | [ 8 ]       |
| 2021 | Axel-Springer-Preis für junge Journalisten     | Goud                      |                                                                    | gewonnen               | [ 9 ]       |